# Sejmik generalny
Sejmiki generalne, generały (łac. comitia maiora) – w dawnej Polsce, były to zjazdy posłów, których wybrano na sejmikach ziemskich oraz senatorów z danej prowincji. W XVII generały zanikły z wyjątkiem pruskiego. Zastąpiły je sesje prowincjonalne (tzw. sesje narodów).
Ich zadaniem było uzgadnianie stanowiska na sejm walny.
Odbywały się:
- dla Małopolski – w Nowym Mieście Korczynie
- dla Wielkopolski – sejmik generalny w Kole
- dla Mazowsza – w Warszawie
- dla Litwy – w Wołkowysku, a potem w Słonimie
- dla Rusi – w Sądowej Wiszni
- dla Prus Królewskich – w Malborku lub Grudziądzu

## Sejmiki partykularne
mniejsze (tzw. rządy sejmikowe) w okresie I Rzeczypospolitej:
- sejmik deputacki
- sejmik elekcyjny
- sejmik gospodarczy
- sejmik relacyjny

## Literatura przedmiotu
- Sejmiki ziem ruskich w wieku XV Henryk Chodynicki, we Lwowie, 1906